# .au
.au je vrhovna internetska domena (country code top-level domain - ccTLD) za Australiju. uvedena 1986. godine. Organizacija i upravljanje domenom povjerena je .au Domain Administration (auDA). 

## Poveznice
- Internetski nastavak

## Vanjske poveznice
- IANA .au whois informacija  Arhivirana inačica izvorne stranice od 16. svibnja 2008. (Wayback Machine)